# 石川雅宗
石川 雅宗（いしかわ まさむね、1977年9月3日 - ）は、日本の俳優。エフ・スピリット所属。旧芸名は石田 聖人。身長180cm、足のサイズは27cm。東海大学体育学部卒業。

## 人物
- 俳優、タレント活動の他にインストラクターとしての活動もしているマルチタレント。
- 趣味は風水、英語、ブログ、ギターの弾き語り。
- 特技はバスケットボール。大学時代には、大学リーグの代表にも選ばれた経歴がある。
- 好きな歌手は、エリック・クラプトン。
- 好きな映画は『ウォーク・ザ・ライン』『きみに読む物語』
- リトル・チャロ ケータイで試そうあなたの英語力の2回目のテストでは見事優勝した。（第一回目はマリーが優勝。）
- 日中韓共同制作ドラマ「花の恋」では全て中国語でのセリフを見事こなした。

## 所持している資格
- 個性心理学アドバイザー免許
- 中学校・高等学校保健体育科教師免許
- 普通自動車免許
- 普通自動二輪免許
- スキューバダイビング免許

## 活動

### 映画
- アネモネ（2004年） - 主役
- ゴジラ FINAL WARS（2004年12月4日公開）
- 逆境ナイン（2005年）

### テレビドラマ
- 花の恋（2008年4月7日〜2008年5月9日、民視テレビ） - 片山陽介役
- 恋のパラドラ 第2話「ラストプレゼント」（2007年12月18日〜2008年3月31日、webドラマ） - 渕上征夫役
- 水戸黄門 第15話（2009年11月16日、TBS） - 銀次郎 役
- 七人の敵がいる!〜ママたちのPTA奮闘記〜（2012年4月2日 - 6月29日、東海テレビ） - 若林啓一 役
- 土曜ワイド劇場「ショカツの女〜新宿西署・刑事課強行犯係7」（2013年2月16日、朝日放送）
- よろず占い処 陰陽屋へようこそ 第4話（2013年10月29日、関西テレビ） - 菅原智樹 役
- 土曜ワイド劇場「火災調査官・紅蓮次郎15」（2015年6月6日、テレビ朝日） - 山中良和 役
- 火の粉 第3話（2016年4月16日、フジテレビ） - 増田 役

### バラエティ
- リトル・チャロ カラダにしみこむ英会話 （2008年3月31日 - 2010年3月22日、NHK教育テレビ） - チャロ・サポーター
- リトル・チャロ ケータイで試そうあなたの英語力 （2008年7月27日、NHK教育テレビ） - チャロ・サポーター
- リトル・チャロ ケータイで試そうあなたの英語力 （2008年10月19日、NHK教育テレビ） - チャロ・サポーター
- リトル・チャロ ケータイで試そうあなたの英語力 （2009年1月11日、NHK教育テレビ） - チャロ・サポーター
- リトル・チャロ ケータイで試そうあなたの英語力 （2009年3月22日、NHK教育テレビ） - チャロ・サポーター

### 舞台
- ミュージカル・ファイブ（2007年11月3日〜2008年12月23日）
- 毛皮のマリー（2009年4月〜5月）
- abc 〜青山ボーイズキャバレー（2009年10月12日〜2009年10月25日）
- 暗くなるまでまって

### コマーシャル
- ヤマダ電機「エアコン祭」（2002年）
- 味の素「アミノバイタル」（2003年）
- 三共製薬「ラミシール」（2004年）
- NTTドコモ「ライフ」（2004年）
- 三洋信販「ポケットバンク」（2005年）
- NTTドコモ「ドコモダケ」（2005年）
- ウィルコム「田中部長」篇（2005年）
- ロート製薬（2005年）
- アサヒビール「情熱の拳」篇（2006年）
- サントリー「ジョッキ生」（2007年）
- 第一三共ヘルスケア「プレコール」（2008年10月〜2009年9月）
- アリコジャパン「アリコ電話でセレクト入院保険」（2009年6月2日〜）

### 雑誌
- MEN'S NON-NO (2002年、集英社)
- POPEYE (2002年、マガジンハウス)
- De-View (2004年、勁文社)
- 25ans (2004年、アシェット婦人画報社)
- 金沢クラブ (2005年)
- Clubism (2006年、金沢倶楽部)
- KING (2007年3月、講談社)
- オレンジページ (2007年5月、オレンジページ)

### スチール
- タウンワーク (2003年)
- 味の素「アミノバイタル」 (2003年)
- パイロットコーポレーション「マリッジリング」（2004年）
- JR東日本 (2005年)
- セイコーエプソン (2006年)
- 髙島屋 (2007年)
- キヤノン「IXY」 (2007年3月〜2007年8月)
- グランドプリンスホテル高輪 (2006年〜2009年)

### web
- 野村不動産「ノムコム For メン〜オレンちオレ流〜」（2005年）
- NTTコミュニケーションズ「ドッドフォン」（2006年）

### インストラクター
- 筋肉トレーニング指導
- ダイエットプログラミング指導
- スタジオプログラム指導
- アクアプログラム指導